# Масливец, Ольга Викторовна
Ольга Викторовна Масливец (укр. Ольга Вікторівна Маслівець, род. 23 июня 1978, Тернополь) — российская (до 2014 года — украинская) яхтсменка, выступающая в классе парусных досок RS:X.

## Статистика
| Соревнование/Год                   | 2000 | 2004 | 2005 | 2008 | 2011 | 2012 |
| ---------------------------------- | ---- | ---- | ---- | ---- | ---- | ---- |
| Летние Олимпийские игры            | 23   | 10   | -    | 8    | -    | 4    |
| Чемпионат мира по парусному спорту | -    | -    | -    | -    | 10   | -    |
| Летняя Универсиада                 | -    | -    | 3    | -    | -    | -    |

## Спортивная карьера
Первый тренер —  Игорь Ренкас.
Участница четырёх Олимпиад. В 2000 году в Сиднее была 23-й. Через четыре года в Афинах была десятой. На Олимпиаде-2008 в Пекине была восьмой. А на Олимпиаде-2012 в Лондоне остановилась в шаге от пьедестала.
В 2005 году на Универсиаде-2005 завоевала бронзу в классе Мистраль.
В 2006 году становится вице-чемпионкой мира.
В 2011 году становится чемпионкой Европы.
При выступлениях за Украину тренировалась в Евпатории у Владимира Оберемко, Игоря Матвиенко, Виталия Игнатенко и Василия  Матвийкива.
На этапах Кубка мира 2014/15 имеет два пьедестала: серебро в Циндао и бронзу в Майами.
02 июня 2016 года Международный Олимпийский Комитет одобрил переход Ольги Масливец из гражданства Украины в гражданство России
.
В 2017 году выступает за Испанию в олимпийском классе катамаранов Накра 17.
С 2021 года — тренер класса IQFoil в Германии.

## Образование
Окончила Тернопольский педагогический университет и Киевский национальный Университет физической культуры и спорта

## Семья
Муж — виндсерфингист Оберемко, Максим Владимирович. Дочь — Оберемко Александра.

## Государственные награды, премии и стипендии
- Стипендия Президента Украины знаменитым спортсменам и тренерам Украины с олимпийских видов спорта в размере 6 000 гривен (18.01.2007)[4]
- Стипендия Кабинета Министров Украины знаменитым спортсменам, тренерам и деятелям физической культуры и спорта (17.07.2013)[5]